# Sciences numériques et technologie
Dans le système éducatif français, les sciences numériques et technologie constituent, en France, un enseignement au sein des lycées généraux et technologiques en classe de seconde, apparu à la rentrée 2019.

## Description
L’enseignement est dispensé à raison d’une heure et demie par semaine. Le Conseil supérieur des programmes a proposé que ce soient des professeurs de mathématiques ayant choisi l’épreuve d’informatique lors de leur concours d’entrée dans le métier (CAPES de mathématiques) et des professeurs de technologie qui assurent cet enseignement. Dans les faits, en 2019, aucun enseignant n’étant titulaire de cette discipline, le chef d’établissement propose le poste aux professeurs qui lui paraissent les plus qualifiés pour assurer cet enseignement parmi son équipe enseignante. En 2020, un CAPES d’informatique a été créé pour recruter des professeurs dans ce domaine. Comme pour le CAPES de mathématiques, un site internet CAPES NSI est dédié à ceux qui préparent cette épreuve.
Le programme, s’articule autour de sept thématiques :
- internet ;
- le web ;
- les réseaux sociaux (dont la question de la cyberviolence et du harcèlement) ;
- les données structurées et leur traitement ;
- la localisation, cartographie et mobilité ;
- l’informatique embarquée et les objets connectés ;
- la photographie numérique.

De plus, la programmation en Python est enseignée de manière transversale.

## Historique
S’inscrivant dans le cadre de la réforme du lycée, le programme est publié le 22 janvier 2019 dans le Bulletin officiel de l'éducation nationale.